# 4768 Hartley
4768 Hartley (1988 PH1) là một tiểu hành tinh vành đai chính được phát hiện ngày 11 tháng 8 năm 1988 bởi Noymer, A. J. ở Siding Spring. Nó được đặt tên theo tên của nhà thiên văn học Malcolm Hartley..